# Kalle Rovanperä
Pour les articles homonymes, voir Rovanperä.

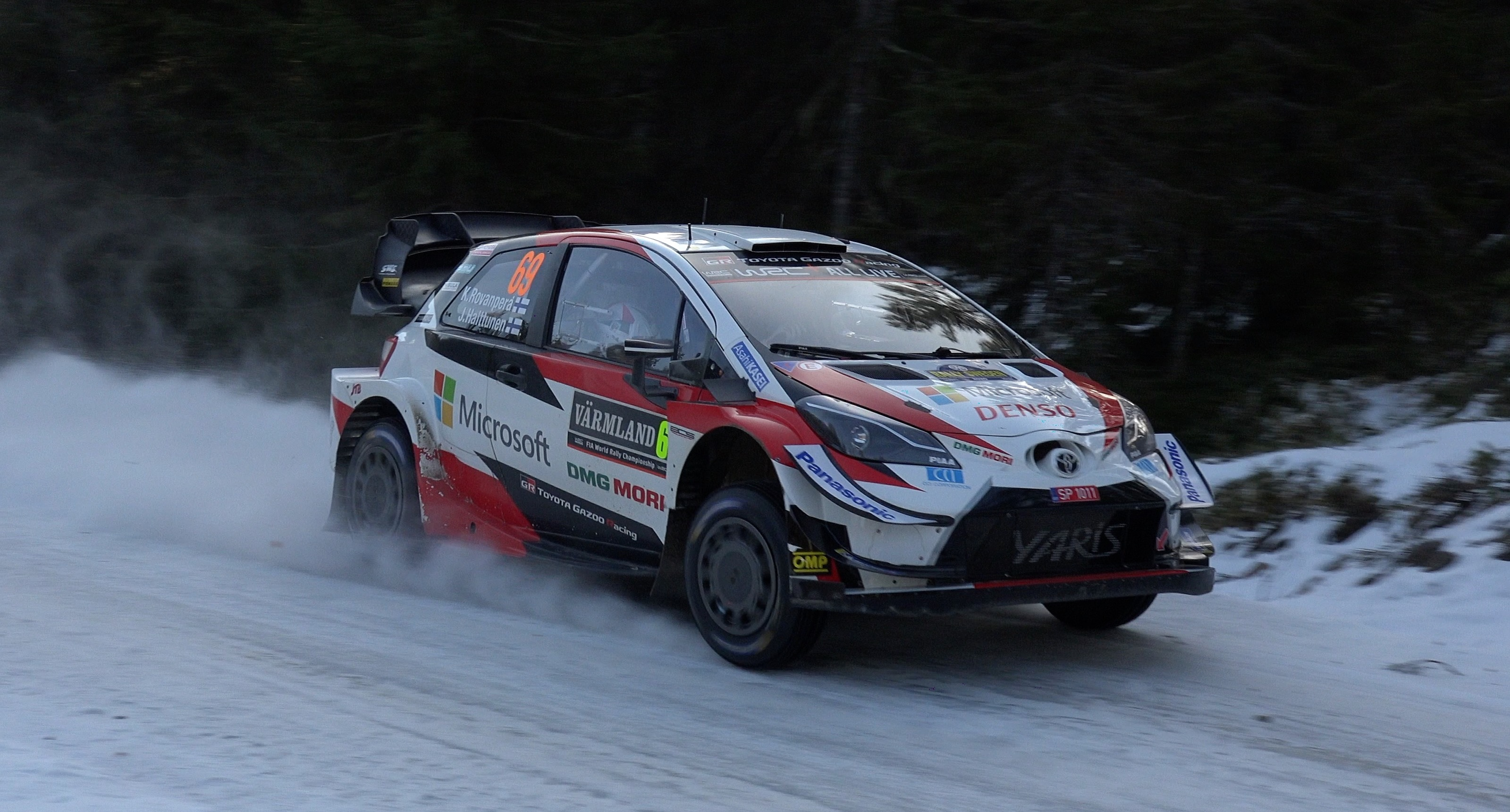
Kalle Rovanperä lors du rallye de Suède 2020.

Kalle Rovanperä, né le 1er octobre 2000 à Jyväskylä (épicentre du rallye de Finlande), est un pilote de rallye finlandais. Il devient le plus jeune champion du monde de l'histoire du championnat du monde des rallyes en remportant le championnat du monde 2022, performance qu'il réédite en 2023.
Il est le fils de Harri Rovanperä, pilote en championnat du monde des rallyes dans les années 1990 et 2000.

## Biographie
À 3 ans, Kalle Rovanperä pilote déjà des motos et des buggys. Enfant, à tout juste huit ans, son père l'emmene déjà conduire, assis sur ses genoux, sur la neige ou dans la forêt. Il fait parler de lui de manière internationale à l'âge de treize ans en devenant pilote de rallye à un âge précoce,. 
À l'adolescence, le jeune Kalle se heurte à la loi finlandaise qui ne l'autorise pas à conduire. En 2015, à quatorze ans, direction donc la Lettonie, où le permis de conduire n'est pas requis pour participer aux rallyes. Il est champion, catégorie R2, de Lettonie dès 2015 sur Citroen C2R2 Max. Il est sacré ensuite champion de Lettonie des rallyes 2016 catégorie libre à 16 ans, devenant le plus jeune champion national tous pays confondus, et de nouveau en 2017.
Après avoir acquis son permis de conduire, Rovanperä fait ses débuts en WRC-2 au Wales Rally GB 2017, au volant d’une Ford Fiesta R5 engagée par M-Sport. Il remporte le Rallye d'Australie 2017, devenant le plus jeune vainqueur d’une manche WRC-2.
Il poursuit sa carrière comme pilote officiel Škoda Motorsport (en) en WRC-2 à partir de 2018 et décroche le titre de champion du monde WRC2 Pro en 2019.
Il obtient ensuite un volant dans l'équipe Toyota Gazoo Racing WRT en 2020, ce qui fait de lui le plus jeune pilote officiel (19 ans) à temps plein qu'ait connu le WRC. Il bat tous les records de précocité en WRC: Plus jeune pilote à marquer des points (Australie 2017), il est aussi le plus jeune à monter sur un podium (Suède 2020), à mener une manche (Estonie 2020).
Toujours présent dans l'équipe Toyota en 2021, il monte sur la deuxième marche du podium lors de l'Arctic Rally, sur ses terres en Finlande: il est le plus jeune pilote à prendre la tête du classement général provisoire du championnat. À 20 ans et 291 jours, il devient en Estonie, sur les terres d'Ott Tänak, le plus jeune vainqueur d'une manche du Championnat du monde des rallyes.
En 2022, il devient à 22 ans et un jour, après le Rallye de Nouvelle-Zélande, le plus jeune champion du monde des rallyes.
En 2023, il remporte son deuxième titre mondial dès le rallye d'Europe Centrale, faisant preuve d'une grande régularité tout au long de l’année, ne terminant qu’une seule fois au-delà de la 4e place en Finlande, contraint à l’abandon. À l'issue de la saison, il crée la surprise en annonçant qu'il ne disputerait que quelques épreuves l'année suivante et qu'il s’estime déjà fatigué par son engagement en rallye depuis quinze ans.
Après des apparitions en championnat d’Europe de drift depuis 2022, et aussi au Japon, Kalle Rovanperä fait ses débuts en 2024 sur circuit en participant à la Porsche Carrera Cup du Bénélux.

## Palmarès

### Titres
| Saison | Titre                                     | Voiture                     |
| ------ | ----------------------------------------- | --------------------------- |
| 2019   | Champion du monde des rallyes-2 WRC-2 Pro | Škoda Fabia Rally2 evo (en) |
| 2022   | Champion du monde des rallyes WRC         | Toyota GR Yaris Rally1      |
| 2023   | Champion du monde des rallyes WRC         | Toyota GR Yaris Rally1      |

### Victoires en WRC
| #  | Saison | Rallye                         | Pays             | Copilote             | Voiture                |
| -- | ------ | ------------------------------ | ---------------- | -------------------- | ---------------------- |
| 1  | 2021   | 11e Rallye d'Estonie           | Estonie          | Jonne Halttunen (en) | Toyota Yaris WRC (en)  |
| 2  | 2021   | 67e Rallye de l'Acropole       | Grèce            | Jonne Halttunen      | Toyota Yaris WRC       |
| 3  | 2022   | 69e Rallye de Suède            | Suède            | Jonne Halttunen      | Toyota GR Yaris Rally1 |
| 4  | 2022   | 46e Rallye de Croatie          | Croatie          | Jonne Halttunen      | Toyota GR Yaris Rally1 |
| 5  | 2022   | 55° Rallye du Portugal         | Portugal         | Jonne Halttunen      | Toyota GR Yaris Rally1 |
| 6  | 2022   | 70e Safari Kenya Rally         | Kenya            | Jonne Halttunen      | Toyota GR Yaris Rally1 |
| 7  | 2022   | 12e Rallye d'Estonie           | Estonie          | Jonne Halttunen      | Toyota GR Yaris Rally1 |
| 8  | 2022   | 45e Rallye de Nouvelle-Zélande | Nouvelle-Zélande | Jonne Halttunen      | Toyota GR Yaris Rally1 |
| 9  | 2023   | 56e Rallye du Portugal         | Portugal         | Jonne Halttunen      | Toyota GR Yaris Rally1 |
| 10 | 2023   | 13e Rallye d'Estonie           | Estonie          | Jonne Halttunen      | Toyota GR Yaris Rally1 |
| 11 | 2023   | 69e Rallye de l'Acropole       | Grèce            | Jonne Halttunen      | Toyota GR Yaris Rally1 |
| 12 | 2024   | 72e Safari Kenya Rally         | Kenya            | Jonne Halttunen      | Toyota GR Yaris Rally1 |
| 13 | 2024   | 80e Rallye de Pologne          | Pologne          | Jonne Halttunen      | Toyota GR Yaris Rally1 |
| 14 | 2024   | 12e Rallye Liepāja-Ventspils   | Lettonie         | Jonne Halttunen      | Toyota GR Yaris Rally1 |
| 15 | 2024   | 6e Rallye du Chili             | Chili            | Jonne Halttunen      | Toyota GR Yaris Rally1 |

## Résultats en WRC
| Saison | Rallye | Rallye | Rallye | Rallye | Rallye | Rallye | Rallye | Rallye | Rallye | Rallye | Rallye | Rallye | Rallye | Rallye | Pts | Clas |
| ------ | ------ | ------ | ------ | ------ | ------ | ------ | ------ | ------ | ------ | ------ | ------ | ------ | ------ | ------ | --- | ---- |
| 2017   | MON    | SUE    | MEX    | FRA    | ARG    | POR    | ITA    | POL    | FIN    | ALL    | ESP    | GBR    | AUS    |        | 1   | 25e  |
| 2017   | -      | -      | -      | -      | -      | -      | -      | -      | -      | -      | -      | 35e    | 10e    |        | 1   | 25e  |
| 2018   | MON    | SUE    | MEX    | FRA    | ARG    | POR    | ITA    | FIN    | ALL    | TUR    | GBR    | ESP    | AUS    |        | 3   | 22e  |
| 2018   | 11e    | -      | 15e    | -      | Ab.    | -      | -      | 14e    | 10e    | -      | 9e     | 12e    | -      |        | 3   | 22e  |
| 2019   | MON    | SWE    | MEX    | FRA    | ARG    | CHI    | POR    | ITA    | FIN    | GER    | TUR    | GBR    | ESP    | AUS    | 18  | 12e  |
| 2019   | 18e    | 18e    | -      | Ab.    | -      | 8e     | 6e     | 9e     | 9e     | 16e    | 18e    | 9e     | 12e    | An.    | 18  | 12e  |
| 2020   | MON    | SWE    | MEX    | EST    | TUR    | ITA    | BEL    | ITA    |        |        |        |        |        |        | 80  | 5e   |
| 2020   | 5e     | 3e     | 5e     | 5e     | 4e     | Ab.    | An.    | 5e     |        |        |        |        |        |        | 80  | 5e   |
| 2021   | MON    | FIN    | CRO    | POR    | ITA    | KEN    | EST    | BEL    | GRE    | FIN    | ESP    | ITA    |        |        | 142 | 4e   |
| 2021   | 4e     | 2e     | Ab.    | 22e    | 25e    | 6e     | 1er    | 3e     | 1er    | 34e    | 5e     | 9e     |        |        | 142 | 4e   |
| 2022   | MON    | SWE    | CRO    | POR    | ITA    | KEN    | EST    | FIN    | BEL    | GRE    | NZL    | ESP    | JPN    |        | 255 | 1er  |
| 2022   | 4e     | 1er    | 1er    | 1er    | 5e     | 1er    | 1er    | 2e     | 62e    | 15e    | 1er    | 3e     | 12e    |        | 255 | 1er  |
| 2023   | MON    | SWE    | MEX    | CRO    | POR    | ITA    | KEN    | EST    | FIN    | GRE    | CHI    | UE     | JPN    |        | 250 | 1er  |
| 2023   | 2e     | 4e     | 4e     | 4e     | 1er    | 3e     | 2e     | 1er    | Ab.    | 1er    | 4e     | 2e     | 3e     |        | 250 | 1er  |
| 2024   | MON    | SWE    | KEN    | CRO    | POR    | ITA    | POL    | LET    | FIN    | GRE    | CHI    | UE     | JPN    |        | 114 | 7e   |
| 2024   |        | 39e    | 1er    |        | 31e    |        | 1er    | 1er    | Ab.    |        | 1er    |        |        |        | 114 | 7e   |
| 2025   | MON    | SWE    | KEN    | CAN    | POR    | ITA    | GRE    | EST    | FIN    | PAR    | CHI    | UE     | JAP    | ARA    | 66* | 2e*  |
| 2025   | 4e     | 5e     | Ab.    | 1er    |        |        |        |        |        |        |        |        |        |        | 66* | 2e*  |

*Saison en cours